# Colaptes melanolaimus
El carpintero real común (Colaptes (melanochloros) melanolaimus) es un ave de la familia, picidae de los carpinteros. A veces es considerado una especie distinta C. melanolaimus. Pero es más probable que sea la población más sureña del carpintero real (Colaptes melanochloros), en la medida que se entremezcla con las poblaciones norteñas a lo largo de los ríos Paraná y Uruguay.

## Descripción
De un confundible copete en la nuca de color rojo, tanto en el macho como en la hembra, su dorso es negro barrado de amarillento, su cara es blanca entre una línea malar roja en el macho y oscura en la hembra, y una franja negra en su frente y corona, ventral amarillento manchado de negro.